# 예천궁장
예천궁장(醴泉弓匠)은 대한민국 경상북도 예천군 예천읍에 있는 궁장이다. 1980년 12월 30일 경상북도의 무형문화재 제6호로 지정되었다.

## 개요
궁장이란 활을 만드는 기술 또는 사람을 말한다. 활은 삼국시대 훨씬 이전부터 사용되었으며 옛날 중국에서는 우리 민족이 ‘활을 잘 만들고 잘 쏘는 동쪽의 민족’이라 해서 ‘동이(東夷)’라고 부를 만큼 활제작에 있어서 탁월한 기술을 가졌다고 전해진다. 임진왜란(1592) 이후 조총이 수입되기 전까지 전쟁의 무기로 사용되었고 현재는 운동용으로 국궁인 각궁(角弓)이 보편화되었다. 오늘날 서양에서 들어온 양궁(洋弓)과 구별하기 위해 국궁(國弓)이라고 부르고 있다.
제작과정으로는 우선 대나무 조각·뽕나무 조각·물소뿔 등을 다듬는다. 대나무와 뽕나무는 불에 쬐어 구부린 다음 연결시킨다. 대나무 끝을 V자형으로 도려내고 뽕나무 끝은 V자형 반대모양으로 엇물리게 하여 풀칠해서 끼운다. 물소뿔을 표면에 붙이고 소힘줄을 활에 올리는 ‘심놓이’작업을 한다. 이와 같은 과정 후에 건조과정(점화관리)을 약 1개월간 거친다. 건조과정이 끝나면 고자깎기를 한다. 고자깎기가 끝나면 활 사용자에 맞추어 활의 강약을 조절한다. 제작도구로는 톱·대패·나무망치·줄·칼·송곳·집게·나무빗·쇠빗 등이 있다.
우리나라의 활은 쇠뿔과 쇠심줄을 사용한 각궁이란 점이 특징이며 예천은 우리나라 활의 대표적 산지로 유명한 곳이다. 예천궁장은 전통공예기술로서 미적감각이 뛰어나며 기술이 정교하여 시도무형문화재로 지정하여 보호하고 있다. 경북 예천에 살고 있는 권영학씨가 그 맥을 이어가고 있다.

## 보유자
| 성명   | 성별 | 생년월일 | 기.예능 | 주소                           | 인정일자   | 해제일자   | 비고                                  |
| ------ | ---- | -------- | ------- | ------------------------------ | ---------- | ---------- | ------------------------------------- |
| 권영학 |      | 1943년생 | 보유자  | 경북 예천군 예천읍 남본리 60-3 | 1980.12.30 | 2015.05.27 | 중요무형문화재 제47호 궁시장으로 승격 |

## 같이 보기
- 궁장

## 참고 자료
- 예천궁장 - 국가유산청 국가유산포털